# Parexosoma langeri
Parexosoma langeri – gatunek chrząszcza z rodziny stonkowatych i podrodziny Galerucinae.
Gatunek ten został opisany w 2009 roku przez Rona Beenena na podstawie 4 okazów, odłowionych w 2008 roku.
Chrząszcz o ciele długości od 7,6 do 8,2 mm u samców i 8,2 mm u jedynej znanej samicy. Ubarwiony jest metalicznie niebiesko z odwłokiem barwy żółtej do żółtobrązowej. Głowa niepunktowana, o trójkątnych guzkach czołowych. Czułki o pierwszych trzech członach rzadko, a następnych gęsto owłosionych. Brzegi boczne przedplecza regularnie zaokrąglone, brzeg przedni lekko wykrojony, pośrodku prostego brzegu tylnego małe wcięcie. Trójkątna tarczka miedziana. Nasada pokryw znacznie szersza niż przedplecze, a ich powierzchnia z podwójnymi rządkami punktów, opatrzonymi rzadkimi, sterczącymi włoskami. Podgięcia pokryw do wysokości tylnego brzegu zatułowia szerokie, dalej stopniowo zwężające się. Ostatni sternit odwłoka u samicy równomienir zaokrąglony, u samca zaś trójpłatkowy z wklęśnięciem pośrodku płatka środkowego.
Owad znany wyłącznie z gór Czin w birmańskim stanie Czin.